# أغنيس من ألمانيا
أغنيس من فايبلينغن (بالألمانية: Agnes von Waiblingen) (1073/72 - 24 سبتمبر 1143)؛ تعرف أيضا بـ أغنيس الألمانية أو أغنيس من ساربروكن، هي عضو في سلالة ساليان الإمبراطورية، من خلال زواجها الأول من فريدريش الأول أصبحت دوقة شوابيا، ومن خلال زواجها من ليوبولد الطيب أصبحت مارغرافين النمسا.
هي الابنة المتبقية لإمبراطور هاينريش الرابع وزوجته الأولى بيرتا السافوية بحيث تعتبر الشقيقة الكبرى لـ الإمبراطور هاينريش الخامس.
من خلال زواجها الأول هي والدة فريدرش الثاني دوق شوابيا والد الإمبراطور فريدرش الأول بربروسا، وأيضا هي والدة كونراد الثالث ملك ألمانيا، ومن خلال زواجها الثاني هي والدة ليوبولد الرابع مارغريف النمسا وهاينريش الثاني دوق النمسا وأغنيس دوقة بولندا الكبرى والدة ريشنزا ملكة قشتالة وليون القرينة، ومن خلال ابنتها جوديث تعتبر أيضا والدة كونراد، ملك بيت المقدس وبونيفاس ملك سالونيك وجدة الكبرى لـ بلدوين الخامس، ملك بيت المقدس.